# Siedlisko segetalne

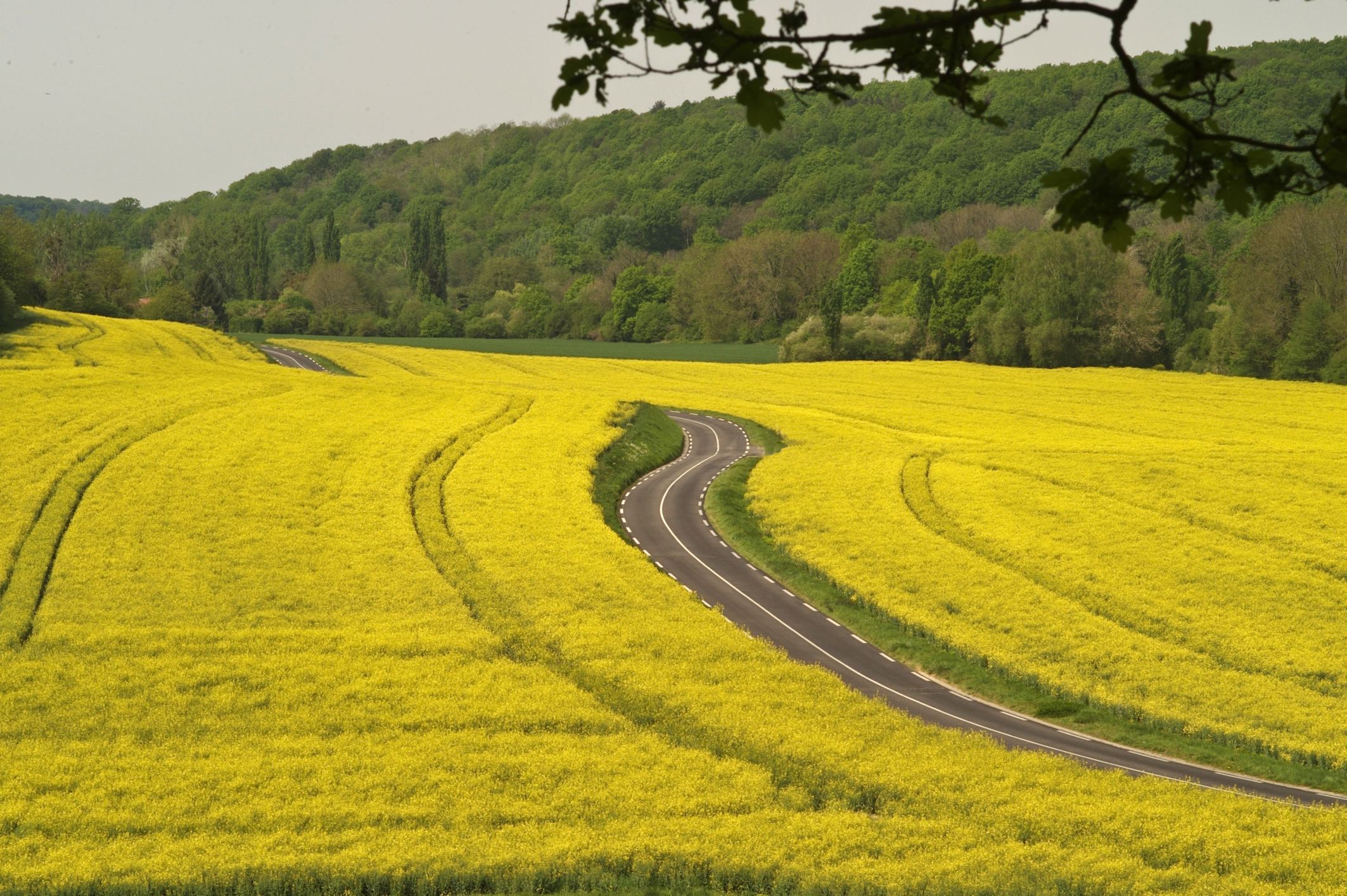
Siedlisko segetalne (plantacja rzepaku) sąsiadujące z siedliskiem naturalnym (las)

Siedlisko segetalne lub siedlisko polne – wytworzone w wyniku działalności człowieka sztuczne siedlisko przeznaczone do uprawy roślin (agrocenoza). Są to pola uprawne, sady, ogrody itp. Obecnie w Polsce zajmują one około 45% powierzchni kraju, dawniej było to jeszcze więcej. Powierzchnia ta zmniejsza się wskutek zajmowania części tych siedlisk polnych pod zabudowę, działalność przemysłową, drogi, itd. Zmniejszająca się powierzchnia pól uprawnych nadal zapewnia ludziom wystarczającą ilość żywności dzięki zwiększeniu wydajności produkcji rolniczej.
Rośliny uprawne, dla których wytworzono siedliska segetalne nie są jednak jedynymi roślinami tych siedlisk. Towarzyszą im rośliny segetalne, popularnie zwane chwastami. Ich skład gatunkowy jest ściśle związany z rodzajem gleby, jej żyznością, wilgotnością, przepuszczalnością, a także stosowanymi podczas uprawy zabiegami agrotechnicznymi i agrochemicznymi. Wśród chwastów dominują rośliny jednoroczne oraz te gatunki bylin, którym zabiegi rolnicze (orka, kultywatorowanie itp.) nie szkodzą, a wręcz stymulują ich rozmnażanie poprzez fragmentację i roznoszenie po polu ich kłączy, bulw czy cebulek.
Wyróżnia się kilka grup roślin siedlisk segetalnych:
- chwasty upraw zbożowych i okopowych,
- chwasty upraw roślin pastewnych i przemysłowych,
- chwasty ogrodów botanicznych,
- relikty dawnych upraw,
- ergazjofigofity (rośliny rodzime i obce uprawiane współcześnie i dziczejące przejściowo lub mające szansę zadomowienia się)[2].

Zobacz też
- siedlisko ruderalne, siedlisko półnaturalne